# 機場
- 關於機場的一般性定義，請見「飛行場」。
- 關於對平胸女的戲稱，請見「平胸」。
- 關於翻牆節點提供商的俗稱，請見「Shadowsocks」。

簡稱，亦稱航空站或空港，是供固定翼飛機、直升機、飛艇等中大型航空器停靠、进出乘客和装卸货物的飛行場。機場的組成至少需要一個可供飞机起降的平整空间，如跑道、滑行道、停機坪或空旷水面，而且往往擁有許多为机组人员和乘客提供服务的功能性設施及建築物，如客運大樓、登机桥、轉運站、空中交通管制設施（例如塔台與進場燈光系統）、機坪、機庫、維修廠棚、地勤服務設施等。

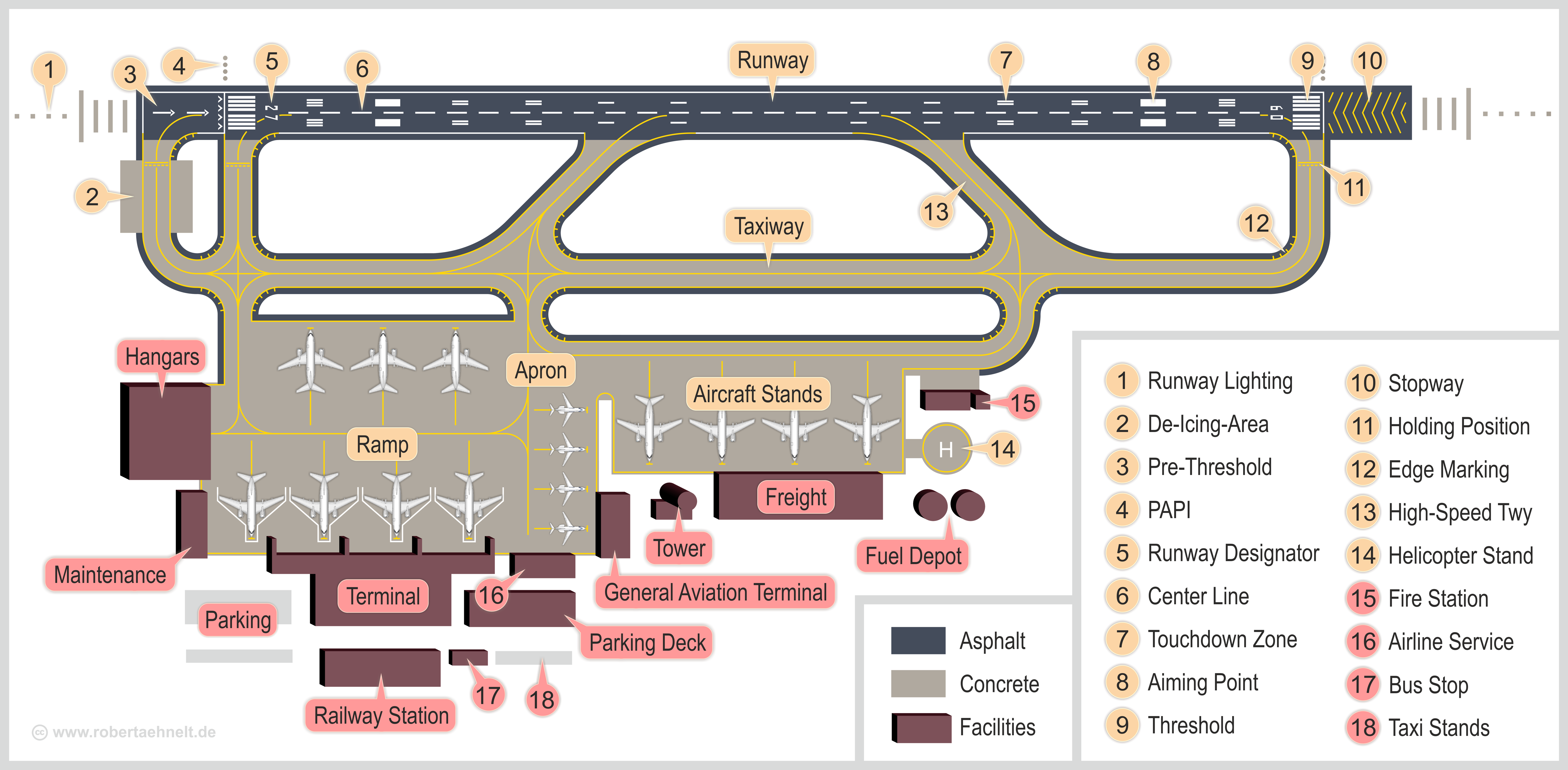
典型机场的示例基础结构。较大的机场通常包含更多的跑道和航站楼

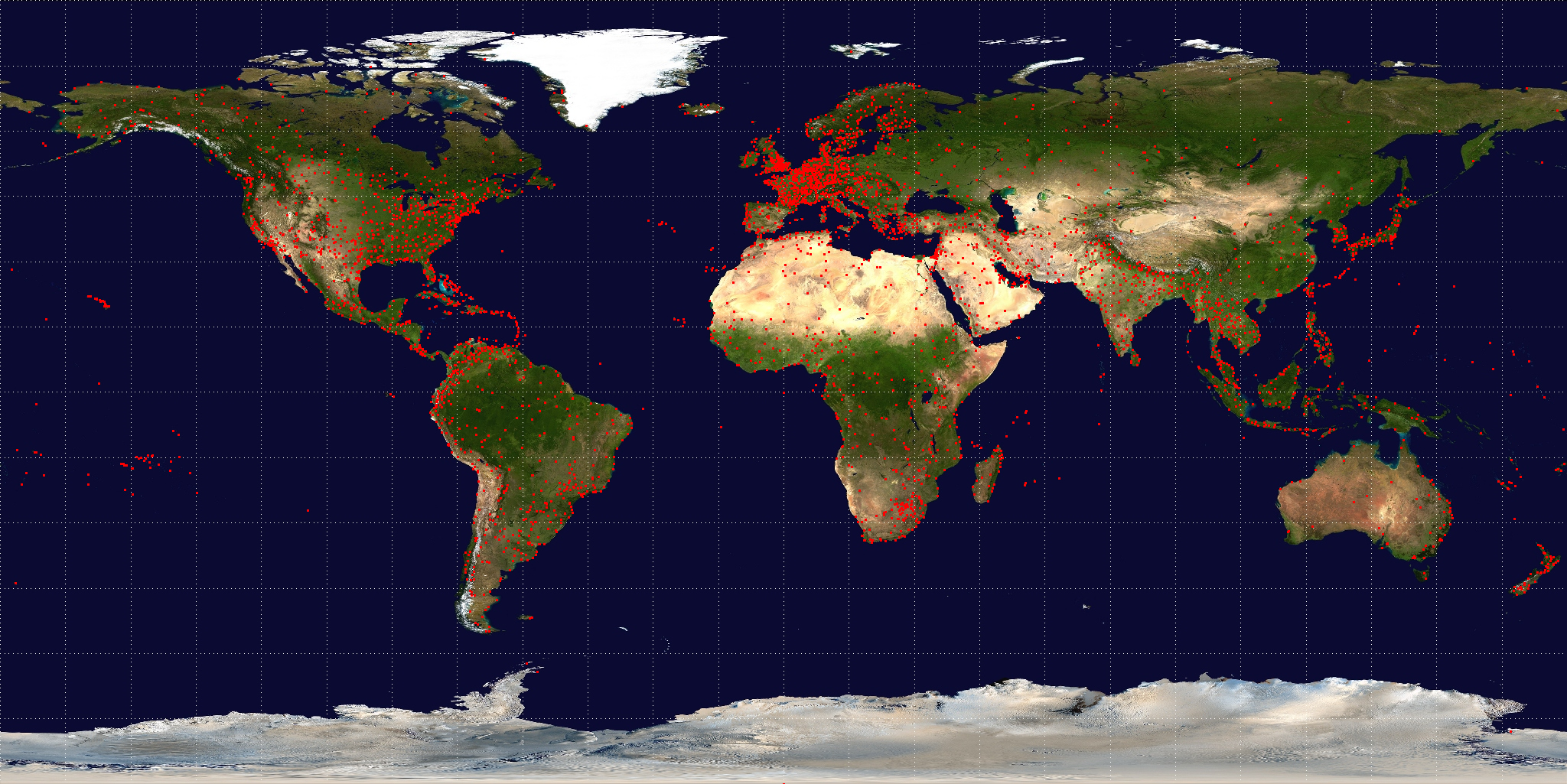
2008年全球機場分布圖

較深的顏色表示該地區有較多的機場（2009年）

機場標誌

世界大多數機場為民用機場（通用机场和公共运输机場），如僅提供軍機起降的機場稱為軍用機場，若軍方與民間航空器均可起降的機場稱作軍民共用機場，專營或兼營國際航線的機場則稱為國際機場。大型的民用機場除了基本的功能性設施，還可能有其他附加性的設施，例如餐廳、商場、旅館、貴賓室等，宛如一座小型城市；但相對的，為了機場的正常營運，機場營運機構通常會向搭機旅客收取機場稅。近年來，低成本航空公司以提供低價的機票受到許多遊客的歡迎，為了因應此趨勢，開始有機場設計低成本航空公司的專用設施（主要為客運大樓），設備較為簡易、機場稅金額也較低。
截至2009年，美國中央情報局指出，全球從空中可辨認出的機場大約有44,000座，其中美國擁有15,095座，為世界之最。

## 發展

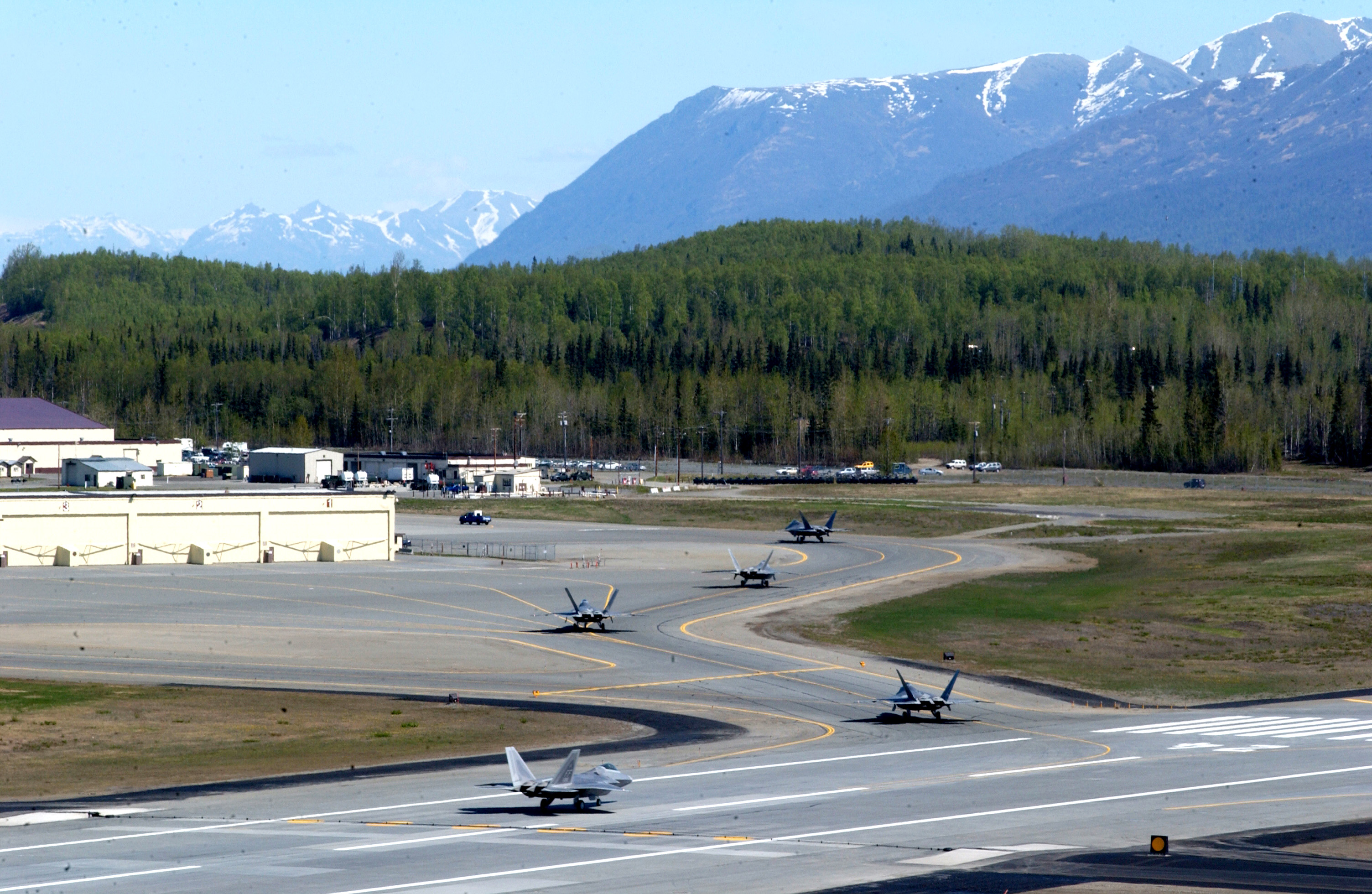
美國空軍基地

最早的飛機起降落地點是草地，一般為圓形草坪，飛機可以在任何角度，順著有利的風向起降，周围設有一個風向儀以及機庫（因為當時的飛機一般是木及帆布製成，不能風吹雨打，日曬雨淋）。之後開始使用土質場地域，避免草坪增加的阻力，然而，土質場地遇水會變得泥濘不堪，並不適合潮濕的氣候。隨著飛機重量的增加，起降要求亦跟著提高，混凝土跑道開始出現，任何天氣、任何時間皆適用。
世界上最老的機場目前仍有爭議，但設立於1909年、位在美國馬里蘭州的大學園區機場（College Park Airport）普遍被認為是世界上最老且持續經營的機場。另一個被稱為是世界上歷史最悠久的機場是位在美國亞利桑納州的比斯比-道格拉斯國際機場（Bisbee-Douglas International Airport），此處停放著美國史上第一架飛機。1908年，道格拉斯航空俱樂部成立，滑翔機也隨之成立。那時的滑翔機是由兩匹馬拉動，飛過道格拉斯青年會大樓後方。1909年，飛機開始裝設馬達和螺旋槳，亞利桑那州於是成為首架動力飛行的飛機的區域。該機場為美國第一座國際機場的地位經由美國總統富蘭克林·德拉諾·羅斯福在1943年的一封信證實，信裡面總統羅斯福宣布它為「美國的第一座國際機場」。
1922年，第一個供民航業使用的永久機場和客運大樓出現在德國柯尼斯堡，這個時代的機場開始使用水泥鋪設的停機坪，允許夜間飛行和較重的飛機降落。1920年代後期，出現第一個使用照明設施的機場，1930年代進場下滑照明設備開始使用，因此飛機起降的方向和角度開始有了固定的規定。國際民間航空組織標準化了照明的顏色和閃光時間間隔。1940年代，坡度線進場系統開始使用，此系統包括兩排燈光，形成了一個漏斗狀圖案，標示飛機在機場滑翔坡的位置，其他的燈光則表示不正確的進場高度和方向。
第二次世界大戰期間對機場數目需求大增，盟軍利用有孔鋼板鋪設臨時跑道組成一個個戰地機場，主要供戰鬥機或輕型聯絡機使用。而在太平洋戰爭期間，有不少戰爭是與機場爭奪有關，最有名的當屬亨得森機場（今霍尼亞拉國際機場）。
二次世界大戰之後，機場的設計越趨複雜，客運大樓聚集在一處，而跑道聚集在另一處，這樣的安排可方便機場設施的擴展，但也意味著乘客在登機時必須移動較長的距離。之後，機場所鋪設的混凝土開始有了導水溝槽，與飛機降落的角度垂直，有助於排水，避免影響飛機起降作業。
1960年代後，機場的建設隨著噴氣式飛機的增加蓬勃發展，跑道延伸至3,000公尺長，利用滑模機築出連續性的強化混凝土跑道。1960年代初，現代化的機場客運大樓開始使用空橋系統，乘客不必走出室外登機。由於噴射引擎帶來嚴重的噪音問題，使不少機場需要搬離市中心。

## 基礎設施
機場可分為「非禁區」和「禁區」（管制區）範圍。非禁區範圍包括停車場、公共交通車站、儲油區和連絡道，而禁區範圍包括所有飛機進入的地方，包括跑道、滑行道、停機坪、儲油庫、登機室及等候室。大多數的機場都會在非禁區到禁區的中間範圍，做嚴格的控管。搭機乘客進入禁區範圍時得必須經過客運大樓，在那裡可以購買機票、接受安全檢查、托運或領取行李，以及透過登機門登機。

### 飛機起降必要設備

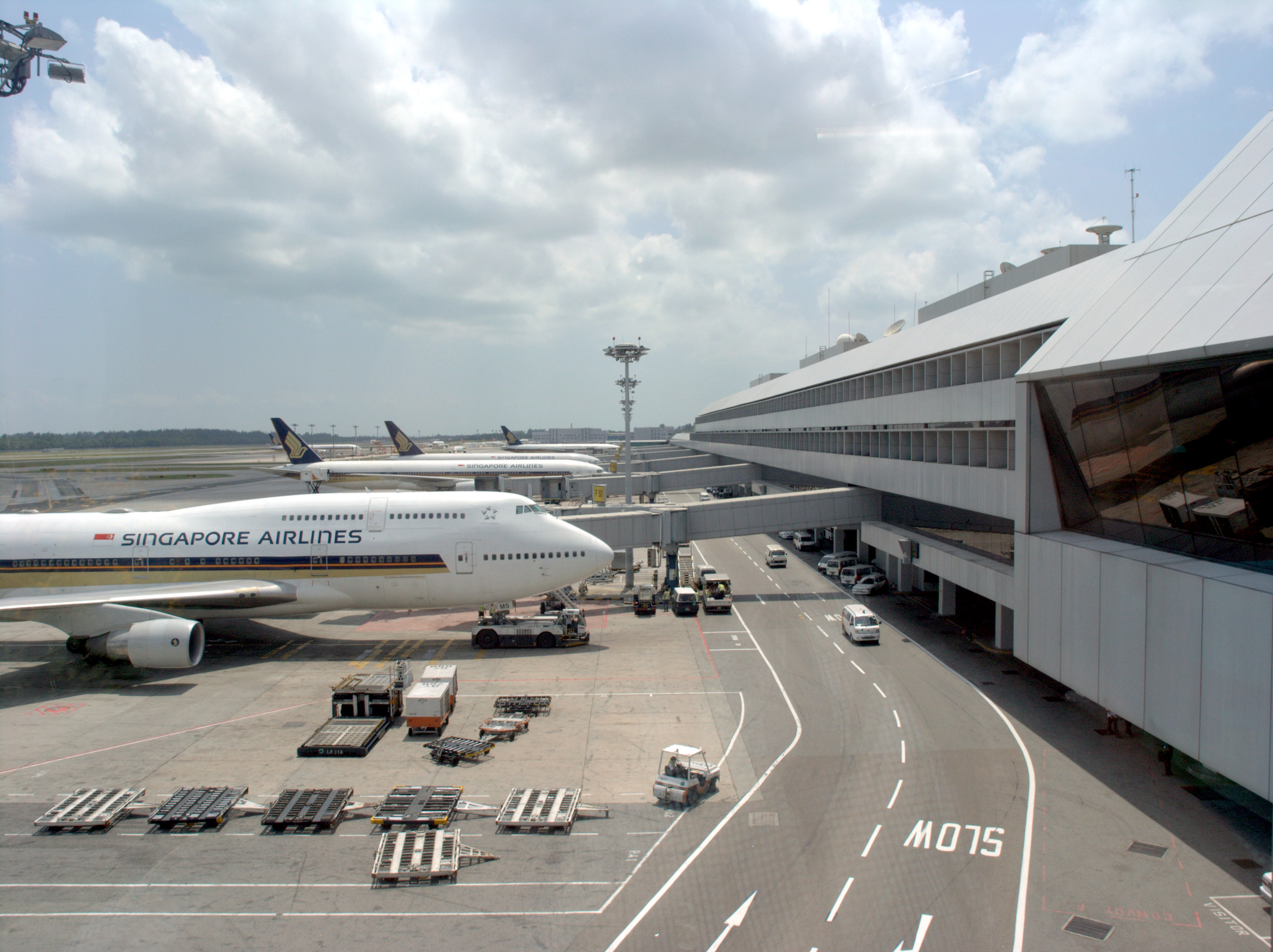
新加坡樟宜機場的停機坪

跑道
規模較小的機場，俗稱O-D機場。（絕大多數機場都是小型機場）規模較小的機場的跑道往往短於1000公尺，跑道種類為硬土、草皮或砂石跑道，而大型的機場的跑道通常鋪有瀝青或混凝土，長度也比較長，能承受的重量也比較大，是機場最重要的設備。在規劃新機場時，通常會將當地盛行風向列入考量，因為飛機需逆風起降。有些機場因此會有好幾條不同方向的跑道，以因應不同季節時的風向變化。
世界上最長的民用機場跑道是中國的昌都邦達機場，長度為5,500公尺，其中的4,200公尺滿足4D标准。而跑道海拔最高的機場是中國四川的稻城亞丁機場，跑道海拔高度为4,411公尺。而世界上最寬的跑道在俄羅斯的烏里揚諾夫斯克東方港機場，有105公尺寬。
某些機場，特別是軍用機場，會有緊急著陸專用的長跑道，另外許多空軍基地會鋪設液壓鋼索煞車系統的跑道，提供高速飛機著陸時，利用飛機本身的掛鉤鉤住鋼索，達到煞車的效果，這樣的設計常用在航空母艦上。
停機坪
停機坪大多指的是飛機停放在客運大樓旁的區域，方便乘客登機和運輸行李，有時停機坪距離客運大樓有一段路程，這時乘客需步行或搭乘登機用的巴士才能登機。
塔台
機場可以有或沒有塔台，取決於空中交通密度和可利用的資金。為了方便交通管制員看清楚機場內飛機的動向，塔台會設在高處。許多國際機場由於載運量高且航班頻繁，因此機場內有自己的空中交通管制系統。

### 乘客相關設備及服務

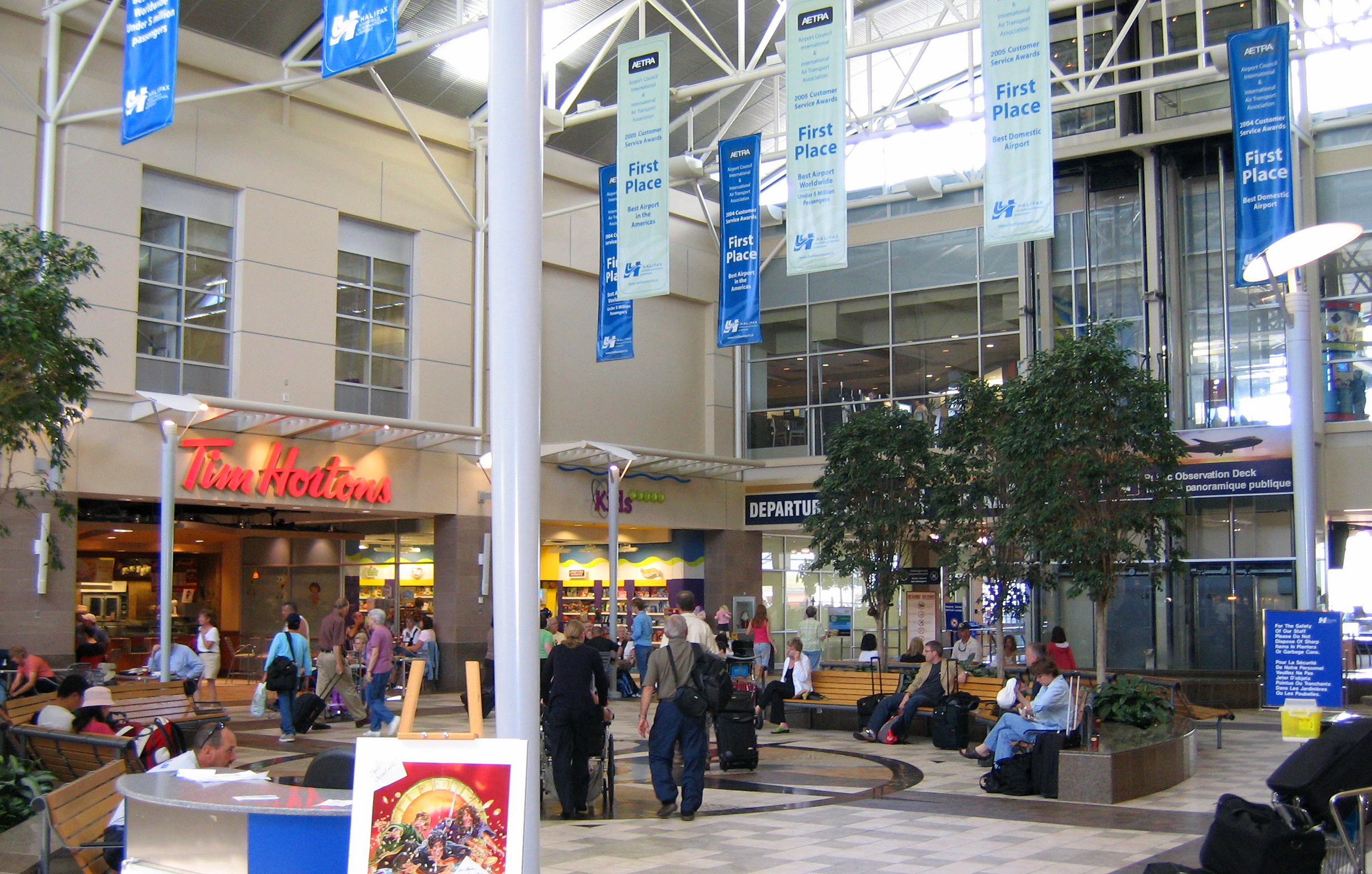
加拿大哈利法克斯羅伯特·洛恩·斯坦菲爾德國際機場的美食廣場和商店

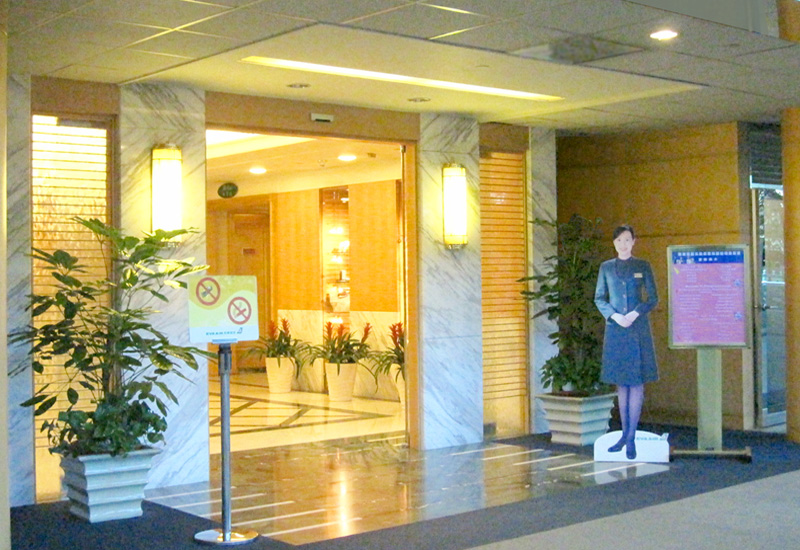
長榮航空貴賓室

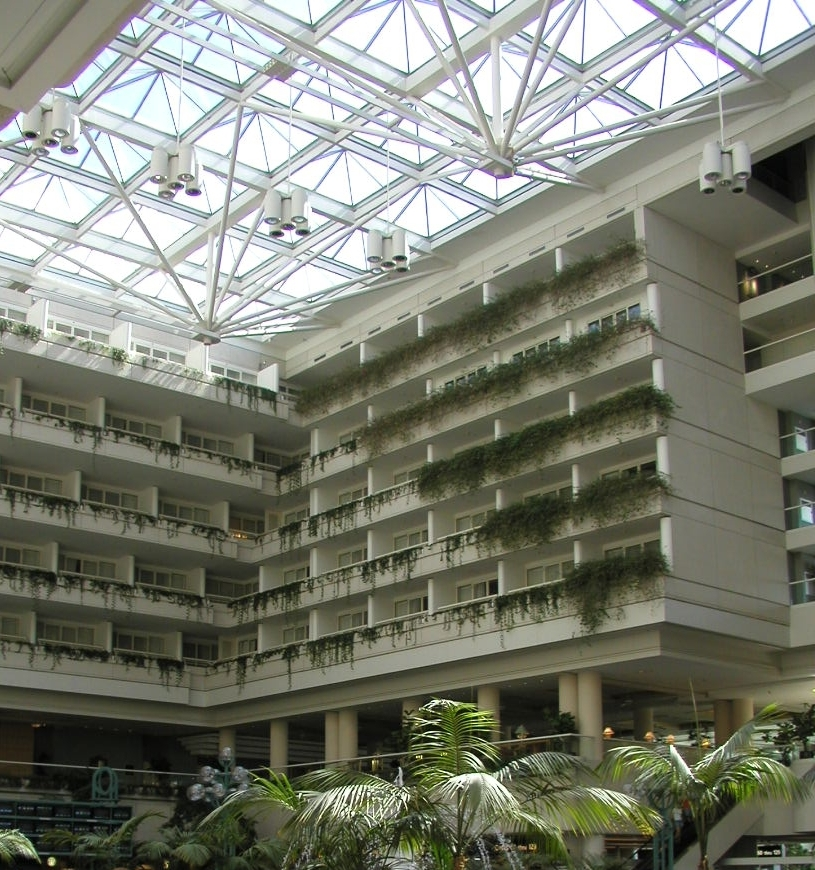
奧蘭多國際機場內客運大樓與凱悅酒店的合併結構

客運大樓
客運大樓，也稱作航站樓、候機楼、客運大樓，供旅客完成從地面到空中或從空中到地面轉換交通方式，是機場的主體部分之一。內有辦理登機手續的櫃檯（也稱為報到大廳、旅客登記櫃枱)、抵達大堂（也稱為接機大堂）、候機廳、出入境大堂、海關和檢疫設施等等，亦有提供前往市區的公共交通交匯站。
國際航班的機場普遍會設有海關和出入境設施，但是有些國家彼此有協議，對乘飛机旅行的乘客不需要接受海關和移民檢查，因此這些設施並不是國際機場的必要設施。國際航班往往需要較高硬體設施安全品質，但近年來，許多國家對於國際和國內機場都採用相同的安全水平。
客運大樓內普遍會設置免稅商店和美食區，服務候機的乘客。機場內的飲食價格普遍地高於機場外的價格，然而有些機場已開始實行飲食價格控管，跟「民間價格」差不多，但是民間價格通常是製造商的建議零售價，沒有折扣，所以還是比外界的價格來得高。另外，有些機場會販賣當地的特色美食，讓轉機的乘客不需離開機場也能享受當地的食物或文化。
豪華貴賓服務
機場可能也包含貴賓服務，包括快速登機手續、專用登機櫃檯、專用的起飛或到達貴賓休息室、優先登機、獨立登機空橋和行李優先處理等服務。這些服務通常是保留給頭等艙和商務艙的乘客、頂級飛行常客，以及航空公司俱樂部會員，增值服務有時可能開放給其他航空的飛行常客計畫的會員。這有時是互惠協議的一部分，當多個航空公司都屬於同一個聯盟，或是競爭策略的一部分，以吸引頂級客戶遠離其他競爭的航空公司。此外，如果航空公司發生嚴重誤點或是行李處理失誤，有時會提供這些增值服務給非貴賓資格的乘客做為補償。
航空公司貴賓室普遍會提供免費或低價的食物、酒精和非酒精飲料，並有座位、淋浴間、安靜的休息空間、電視機、電腦、無線或有線網絡和電源插座，更有一些航空公司聘請咖啡師、調酒師和廚師現場準備飲食。
住宿
有些機場還設有機場酒店，無論是獨立一棟或是附屬在客運大樓裡，近年來相當受到歡迎，因為轉機乘客可得到充分的休息且和容易就可到達客運大樓。許多機場酒店與航空公司間簽有協議，提供乘客隔夜住宿的服務。

### 貨運
機場除了服務乘客之外，也負責貨物24小時的運送服務。貨運航空公司常常在機場內有自己的貨物處理廠房，來配送貨物。

### 支援服務
地勤營運機構大多提供飛機維修、飛機租賃和機庫出租的服務，在主要機場，尤其是樞紐機場，航空公司可能會有自己的配套設施。

### 聯外交通
許多大型機場是位在鐵路幹線附近，為了可無縫連接多種交通方式，比如香港國際機場、法蘭克福機場、阿姆斯特丹史基浦機場、倫敦希思羅機場等。利用城市軌道交通系統、輕軌或其他非道路型的公共交通系統來連接機場和城市相當常見，比如甘迺迪國際機場捷運、香港国际机场机场快线和臺灣桃園國際機場捷運，這種連接可避免因為交通堵塞而錯過航班的風險。大型機場通常也可經由高速公路連接，車輛可選擇進入離境和入境路線。
除鐵路運輸外，部分機場都會設有其他方式的公共交通工具，例如巴士、的士（通常集中在公共運輸交匯處（Public Transport Interchange, PTI)之內）。部分機場更有跨境渡輪服務，讓旅客以海路前往其他目的地，例如香港國際機場的海天客運碼頭。

### 機場內運輸
如果機場面積過大，乘客要移動的距離也相對較長，因此相當多的機場提供電動步道和巴士，甚至是客運大樓間的軌道系統，如亞特蘭大國際機場內的電車系統、新加坡樟宜机场内的樟宜机场高架旅客运送车和香港國際機場内的香港國際機場旅客捷運系統，可載著乘客通過不同的客運大樓和行李領取區。

## 機場運作

### 航空管制
世界大多數的機場没有独立塔台，而是使用“通用交通资讯频率”和区域内的其他飞机直接通信，只有特別繁忙的大型機場會設有自己的空中交通管制系統。塔台人員會利用無線電或其他通訊方式給予飛行員指示，導引他們進行起飛或降落的動作。這種安全監督的模式能夠加強飛行安全，加快班機處理速度。空中交通管制通常分為地面管制和塔台管制，不過管制員可以同時管理這兩個部分。
地面管制負責所有機場地面交通指揮（飛機跑道除外），包括飛機移動、行李拖車、除雪機、割草機、加油車，以及各種各樣的其他車輛。地面管制員會引導這些車輛上使用限定的滑行道在機場內移動，在飛機通過時會告訴它們可通過跑道的時間，以及車輛停放的位置。此外，地面管制也負責通知飛行員使用哪條跑道，當飛機準備起飛時，會先停在跑道的起點，這時由塔台管制接手，告訴飛行員起飛的時機。飛機降落並離開跑道後，由地面控制接手。
塔台管制掌控跑道上以及管制空域內的所有飛機，他們使用雷達來定位飛機在空中的三維位置，或藉著飛行員回報的位置和塔台人員的觀察來判定。當飛機靠近機場後，塔台會引導飛機進入五邊飛行的進場路線，指引飛機如何安全地加入和離開路線。只經過不降落的飛機也必須跟塔台聯繫，確保不會跟其他飛機相撞。

### 機場起降模式

逆時針五邊飛行模式：“五边”在中文中分别对应离场边（Departure）、侧风边（Crosswind leg）、下风边（Downwind leg）、基线边（Base leg）和最后进场（Final Approach）

所有的機場都會使用五邊飛行的起降模式來確保飛機起降的暢順。如圖所示，這個模式由五個邊形成一個矩形，跑道側有兩個邊形成一面，其餘的三個邊形成另外三個面，每一邊都有一個名稱，地面的航管員會指示飛行員如何進入或離開這個模式。這個起降模式須在特定的飛行高度執行，通常是800至1000英呎的高度。標準的五邊飛行模式都是逆時針方向，然而，因應各種障礙，避開山壁或減少對當地居民噪音，順時針的模式也存在。這種預定的模式有助於交通暢通，因為所有的飛行員都遵循一樣的模式，有助於避免空中相撞。
特大型的機場雖然會設定五邊飛行模式，但通常不使用。長途的商業客機會在離機場幾個小時的路程，甚至是起飛前，就向目的地機場發出進場請求，大型機場會有專屬的無線電頻道稱為「Clearance Delivery」，供離港飛機使用，使飛機能採取最直接的進場路徑來降落，無需擔心其他飛機的干擾。雖然系統讓領空暢空並方便飛行員，它需要有班機的預定行程才能早先一步規劃班機的起降計畫，因此只有大型商業飛機上才能派上用場。該系統近年來非常先進，航管員已可早一步預測飛機降落是否會延誤，甚至在飛機從原機場起飛前，如此一來，飛機可晚點起飛，避免浪費昂貴的燃料在空中盤旋等待降落。

### 助航標誌

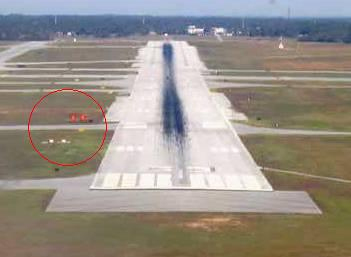
標準的目視進場下滑顯示燈

跑道上會有若干個導航輔助工具幫助飛行員著陸，如目視進場下滑顯示燈。一些機場都有配備甚高頻全向信標，以幫助飛行員找到往機場的方向，甚高頻全向信標系統都會搭配測距儀來確定飛機跟甚高頻全向信標中間的距離。天氣狀況不佳時，即使飛行員看不到地面狀況，他們仍可使用儀表著陸系統來查找正確的飛行跑道和進場方法。此外，使用全球定位系統來進行降落正在迅速增加，往後可能成為主要儀器降落的方法。
較大的機場有時也提供精確進場雷達（PAR），但在空軍基地比較常見。此系統利用雷達來追蹤飛機的水平和垂直移動，由航管員告訴飛行員目前飛機和進場下滑區域的相對位置，一旦飛行員能看見跑道燈時，由飛行員進行目視著陸。

### 引導指標
機場引導標誌提供滑行的飛機跟地勤車輛在跑道區移動時所需的方向和信息，規模較小的機場可能只使用少量或未使用任何指標，而是依靠機場地圖。
機場內的標誌可粗分為兩種類別，每一類別還能細分不同的指標意義：

#### 操作引導指標

滑行道位置標誌

滑行道的方向標誌

- 位置標誌：黑底黃字，標示目前即將進入或所在的跑道或滑行道。
- 方向／跑道出口指示牌：黃底黑字，標示即將接近的滑行道交叉口，箭頭指示轉彎的方向。
- 停止標誌:藍底白字,由英文字母S為開頭,位置是固守的。這個標誌並不是標準的。
- 其他：許多機場使用傳統標示牌，如「Stop」（停止）和「Yield」（讓路）字語的牌子。

#### 強制性指標

禁止進入標誌

強制性指示標誌為紅底白字，表示前方為跑道入口或重要區域，車輛和飛機遇到此標誌時必須停止，直到這塔台人員允許才能通過。
- 跑道標誌：紅底白字，代表跑道交叉口。
- 無線電頻道改變標誌：通常搭配一個停止標誌和，並指示要改變的無線電頻道，使用用在有不同地面控制區域的機場。
- 禁止移動標誌：滑行道上的單一黃色實心橫線，代表地面控制中心可能要求停留的位置。如果遇到兩條黃色實心橫線和兩條黃色虛線，表示前方有因跑道交叉口而設的停留區，若沒有允許，絕不能擅自越過停留線。某些機場會在滑行道使用一條紅色的燈，方便在低能見度來表示停留位置。

### 照明
許多機場都有跑道燈，在夜間、大雨或濃霧的情況下，引導飛機使用跑道和滑行道。
跑道上，綠色燈光代表降落的起點，而紅色燈光顯代表跑道的終點；跑道兩側邊燈為白色，以一定的間距排列在跑道兩側，表明跑道邊緣。一些機場有更複雜的跑道照明，包括跑道中線燈，沿著跑道中心線排列，以及進場輔助燈。低流量的機場會使用飛行員控制燈光，讓飛行員在飛機上控制跑道的照明，可節省電力和人員成本。
除了跑道之外，滑行道也會有指示燈，藍燈代表滑行道的邊緣，一些機場還會裝設綠燈代表滑行道的中線。

### 天氣觀測
天氣觀測對於飛機的安全起降是相當重要的。在美國和加拿大，絕大多數機場，無論大小，都要有自動氣象站、氣象觀測員、或二者。這些氣象觀測，主要是航空例行天氣報告的格式，可透過無線電、自動終端情報服務、空中交通管制或飛行服務站得知。
為了達到最佳飛行品質，飛機起飛和降落時許要注意風速和風向。因為飛行員在著陸過程中需要即時信息，跑道旁的風向袋能夠迅速的指示風向。

## 機場名稱和命名
每個機場都有獨一無二的代碼，目前機場代碼有兩種，國際航空運輸協會機場代碼（IATA）和國際民間航空組織機場代碼（ICAO）。IATA的代碼通常為機場名或是服務城市的縮寫，如HKG代表香港國際機場和KUL代表吉隆坡国际机场。機場有時在搬遷後，仍保留其以前的IATA代碼，如TPE（台北松山→台湾桃园）和TAO（青岛流亭→青岛胶东）。
機場的名稱可以是它的地點，如舊金山國際機場；也可以是以公眾人物命名，特別是政治家，如巴黎戴高樂機場；或與該地區有關或在航空史上的著名人物，如諾曼·峰田聖荷塞國際機場或里約熱內盧/加利昂－安東尼奧·卡洛斯·若比姆國際機場。有些機場有非正式的名稱且廣為流傳，使得它的正式名稱鮮為人知。
中国大陆机场大多以所在地命名，不过还有极少数机场使用企业名称命名。例如四川宜宾菜坝机场在搬迁后改名为宜宾五粮液机场、贵州新建的遵义茅台机场。
機場名稱可能包括「國際」一詞，指稱該機場能夠處理國際航空運輸，但也有機場雖然有國際一詞卻沒有實際處理過國際航空，如特塞爾國際機場。一些有出入境設施的機場並未使用國際一詞，如希斯路機場和新加坡樟宜機場。

## 飛行安全

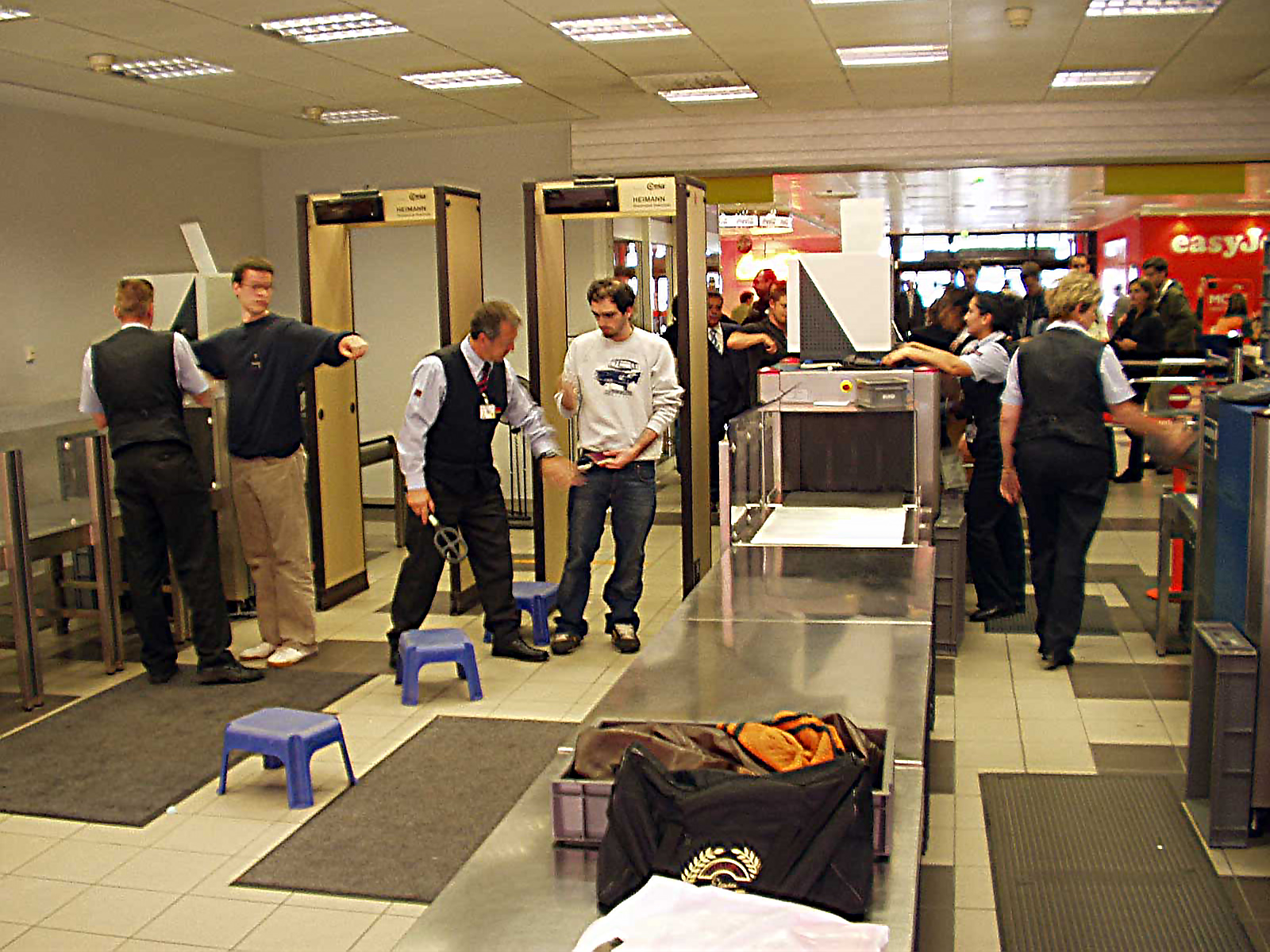
安檢哨情況

為了維護飛行安全，機場的保安工作是十分嚴密的，人們不能隨便闖入停機坪、跑道等地方，否則可能會遭到檢控；客運大樓內的安檢措施亦十分嚴格，乘客在進入管制區時，所有隨身物品和行李都先要經過X光機檢查，乘客也須走過金屬探測器，以防有心人士攜帶武器劫機；乘客亦不能攜帶液體上飛機以及任何能做為武器的物品，需要放在托運行李裡，不過卻因此發生一些問題，例如有一些生活吃緊的機場搬運工利用旅客禁止將自身行李上鎖的漏洞，在經過X光機檢查後，去竊取旅客的手機、外幣、電腦、珠寶等值錢財物，旅客通常回家或到另外一個地點旅館時才發現失竊。
天氣方面，颱風、雹、雷雨、風切變等天氣現象亦會危害飛行安全，因此機場附近大多設有一個或數個裝有多普勒雷達的氣象站，由當地氣象部門或機場自身的氣象機構負責管理，並定時發放氣象訊息予飛行員或空中交通管制塔的工作人員。

## 環境影響
一些機場的管理部門會編製和發布年度環境報告，以呈現他們是如何處理這些環境問題以及環境保護的措施，這些報告包含了所有的環境保護措施工作，無論是水、空氣、土壤和噪音污染，以及資源節約和機場附近自然生態的保護。

### 公害

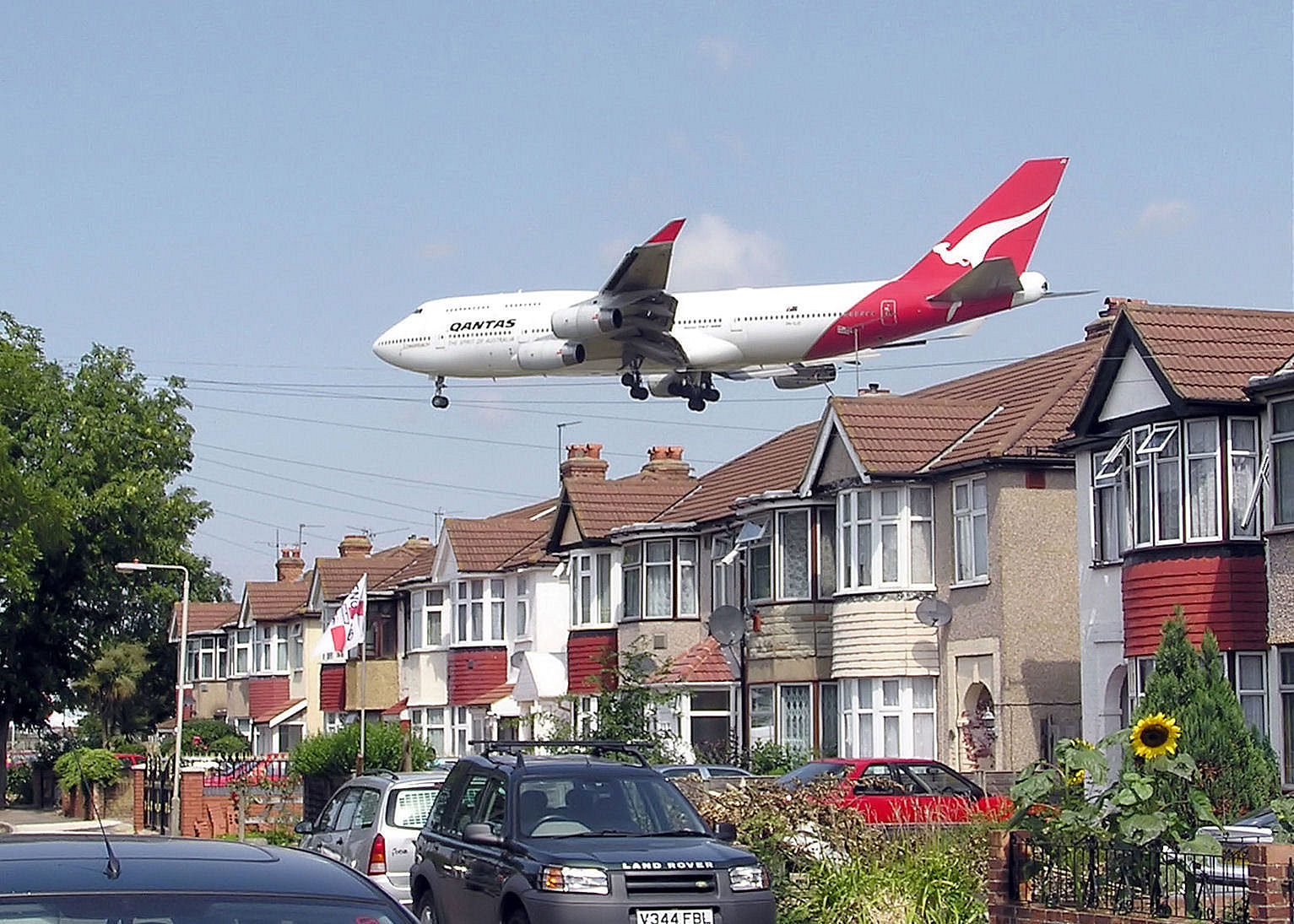
緊鄰倫敦希斯洛機場的住宅區，上方時常有飛機通過

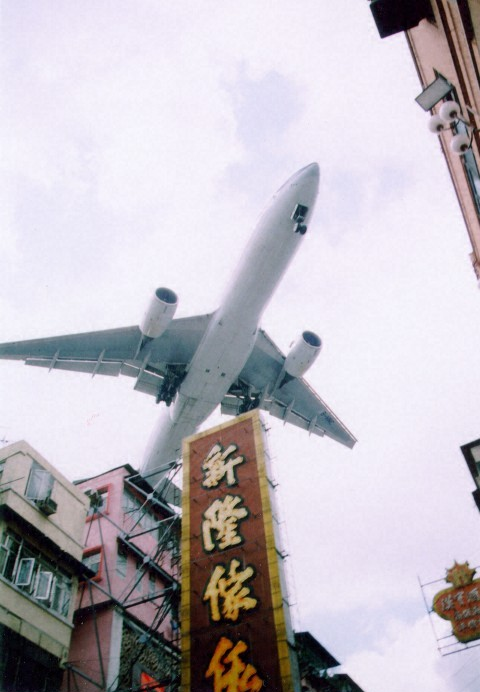
1998年一架於啟德機場作最後進場的波音777飛越九龍城區樓房上空

飛機噪音是機場的主要噪音來源，影響機場附近的住宅。如果機場有夜間和清晨的航班時，很容易影響睡眠品質，因此設於人口稠密地區的機場通常會設有宵禁，於夜間（通常從零時至六時）不開放飛機起降。飛機噪音不僅來自於飛機起降時，地勤的作業，包括飛機維修和測試，也都產生噪音，對健康造成影響。機場聯外道路的車輛交通也會產生噪音，並帶來空氣污染。建設新機場或跑道擴建往往受到當地居民的抵制，因為會對當地造成影響，包括歷史遺跡、植物相和動物相；避免擾鄰是香港啟德機場被遷走的重要原因。

### 鳥擊
為避免鸟击（鳥類碰撞飛機）造成飛安事故，大型機場會進行鳥類控制計劃，震懾或射殺機場附近的鳥類。

### 氣候
機場帶給當地氣候型態的改變已被證實，因為機場的佔地廣闊，就算是少霧的地區也很容易受到濃霧的影響。此外，機場跑道大多鋪設瀝青或混凝土，取代了植被的路面，造成排水模式的變化，導致更多洪水、徑流和土壤侵蝕情形。

### 用地取得
機場由於需要遼闊空地，用地取得也是一大難題，甚至可能演變為社會衝突。例子有日本成田機場在1970年代興建期的用地徵收，導致稱為三里塚鬥爭的嚴重社會對立。
因此，隨著填海造陸的工程技術日趨成熟，有的新設立機場會以填海造陸的方式興建，降低用地取得難度且可減少噪音問題。

## 所有權和經營
世界上大多數的機場是由國家、地區或當地政府所有，然後交由私人機構監管整個運作，如英國航空管理局有限公司（BAA）就管理了7座英國的商業機場和一些英國以外的機場，德國的法蘭克福國際機場則為Fraport AG所管理。在印度，GMR集團通過合資管理甘地國際機場和海得拉巴國際機場。
在美國和加拿大，民用機場通常由政府直接經營或由政府成立的機場管理局管理。許多美國的機場仍出租部分或全部的設備給外面一些特定的公司管理，像是販賣部或停車服務。
在美國，所有的民用機場跑道都是由美国联邦航空局所認證，係根據聯邦法規法典標題14第139條〈商業服務機場認證〉，但據聯邦航空局規定，由當地機場負責管理維護。
雖然美國不願將機場私有化（儘管聯邦航空局從1996年開始贊助機場民營化的計畫），這種由政府所有、外包管理的模式仍是世界大多民用機場的標準管理營運模式。

## 圖集
- 香港的香港國際機場
- 臺灣桃園的臺灣桃園國際機場第二航廈
- 中国大陆北京的北京首都国际机场T3航站樓
- 中国大陆上海的上海浦东国际机场
- 日本千葉的成田國際機場
- 韓國首爾的仁川國際機場
- 泰國曼谷的素萬那普機場
- 新加坡的新加坡樟宜机场T2航站樓
- 英國倫敦的倫敦希斯路機場T5航站樓
- 俄羅斯莫斯科的謝列梅捷沃國際機場D客運大樓
- 美國紐約甘迺迪國際機場第四航廈
- 巴西的里約熱內盧加利昂國際機場
- 以色列特拉維夫的本-古里安國際機場
- 芬蘭錫林耶爾維的库奥皮奥机场
- 土耳其伊斯坦堡的阿塔圖克國際機場
- 澳門的澳門國際機場